# Teptijiwka
Teptijiwka (ukr. Тептіївка) – wieś na Ukrainie, w obwodzie kijowskim, w rejonie obuchowskim, w hromadzie Bohusław. W 2001 liczyła 345 mieszkańców, spośród których 337 wskazało jako ojczysty język ukraiński, a 8 rosyjski.